# Auxiliares de las Misiones Franciscanas
La pía unión de Auxiliares de las Misiones Franciscanas son una organización religiosa católica de derecho diocesano desde 1958, fundada en Barcelona el año 1946 por Andrés Berengueres, franciscano, que nació en Prats de Llusanés (Barcelona) el año 1896 y murió en 1978. Ingresó en la Provincia franciscana de Cataluña en 1915 y fue ordenado de sacerdote en 1921. Al año siguiente marchó a las misiones de China, donde permaneció 15 años; volvió luego a España y, cuando quiso regresar a China, se lo impidió la guerra entre China y Japón. En su tierra natal se dedicó de lleno a la propaganda misionera, sobre todo dando conferencias en colegios y escuelas, buscando vocaciones y fondos para las misiones. Además fundó en 1943 la revista misionera Ling Ling.
Para sostener el espíritu misional y la revista, fundó una institución seglar femenina, la de las «Auxiliares de las Misiones Franciscanas», que tuvo su primera casa central en la calle Calaf número 13 de Barcelona. Todos los años, en diciembre, abrían una exposición de objetos de China y Japón para recoger donativos para las misiones. El carisma que Berengueres quiso para sus «Auxiliares» fue el de unas verdaderas hermanas de los misioneros, cooperando así en la difusión del mensaje cristiano.
Desde su fundación, las Auxiliares han mantenido correspondencia y han prestado ayuda a misioneros de América, África, Japón, contribuyendo al mantenimiento y desarrollo de sus obras, y han procurado ganarse amigos y bienhechores de las misiones. En 1978 fueron a trabajar en la misión de Camiri (Bolivia), junto con los franciscanos. La escasez de vocaciones las llevó a fusionarse, el año 1990, con las Franciscanas Auxiliares Laicas Misioneras de la Inmaculada, que tienen su sede en Roma  y desarrollan actividades parecidas a las de las Auxiliares. En 1999 eran 17 miembros en total.